# ألفرد بيكار
ألفرد بيكار (بالألمانية: Alfred Picard)‏ (21 مارس 1913 في ألمانيا - 12 أبريل 1945) هو لاعب كرة قدم ألماني في مركز الدفاع. شارك مع منتخب ألمانيا لكرة القدم. أما مع النوادي، فقد لعب مع إس إس في أولم 1846 و.

## وصلات خارجية
- ألفرد بيكار على موقع قاعدة بيانات كرة القدم.إي يو (الإنجليزية)
- ألفرد بيكار على موقع ناشيونال فوتبول تيمز (الإنجليزية)
- ألفرد بيكار على موقع عالم كرة القدم.نت (الإنجليزية)